# Méssa Lassíthi
Méssa Lassíthi, en grec moderne : Μέσα Λασίθι, ou  Méssa Lassíthion (Μέσα Λασίθιον) est un village de l'Est du plateau du Lassíthi, en Crète, en Grèce. Selon le recensement de 2011, la population de Méssa Lassíthi compte 98 habitants. Il est situé à une altitude de 856 m.

## Recensements de la population
| Recensements | 1900 | 1920 | 1928 | 1940 | 1951 | 1961 | 1971 | 1981 | 1991 | 2001 | 2011 |
| ------------ | ---- | ---- | ---- | ---- | ---- | ---- | ---- | ---- | ---- | ---- | ---- |
| Population   | 301  | 264  | 351  | 425  | 411  | 435  | 343  | 303  | -    | 164  | 98   |